# Кейзер, Марсел
Марсел Кейзер (нидерл. Marcel Keizer; род. 15 января 1969, Бадхуведорп, Северная Голландия) — нидерландский футболист и футбольный тренер. Выступал на позиции полузащитника, наиболее известен по выступлению за клуб «Камбюр», в котором провёл 282 матча и забил 34 гола. С 2012 по 2014 год был главным тренером клуба «Телстар», а в мае 2014 года занял должность технического менеджера в «Камбюре».

## Тренерская карьера
Кейзер начинал тренерскую карьеру в любительских командах «Нейенродес» (Брёкелен) и УВС (Лейден). Затем в течение четырёх сезонов, с 2007 по 2011 год, он был главным тренером клуба «Аргон», в котором завершал игровую карьеру. В сезоне 2011/12 возглавлял клуб Топклассе ВВСБ.
5 мая 2012 года Кейзер стал тренером команды «Телстар», заключив с клубом первого дивизиона контракт на два года. С июня 2016 года являлся главным тренером молодёжного состава клуба «Аякс».
17 июня 2017 года возглавил основной состав «Аякса». 21 декабря 2017 года был уволен.

## Достижения
«Камбюр Леуварден»
- Чемпион Эрстедивизи: 1991/92

«Спортинг» (Лиссабон)
- Обладатель Кубка Португальской лиги: 2018/19

«Аль-Джазира» (Абу-Даби)
- Лига Арабского залива ОАЭ: 2020/21

## Личная жизнь
Марсел является родственником Пита Кейзера, известного в прошлом футболиста «Аякса».
В настоящее время Марсел проживает в деревне Вилнис (провинция Утрехт), в 20 километрах к югу от Амстердама.